# Asplenium tutwilerae
Asplenium tutwilerae är en svartbräkenväxtart som beskrevs av B.R.Keener och L.J.Davenp. Asplenium tutwilerae ingår i släktet Asplenium och familjen Aspleniaceae. Inga underarter finns listade.